# Tchastouchka

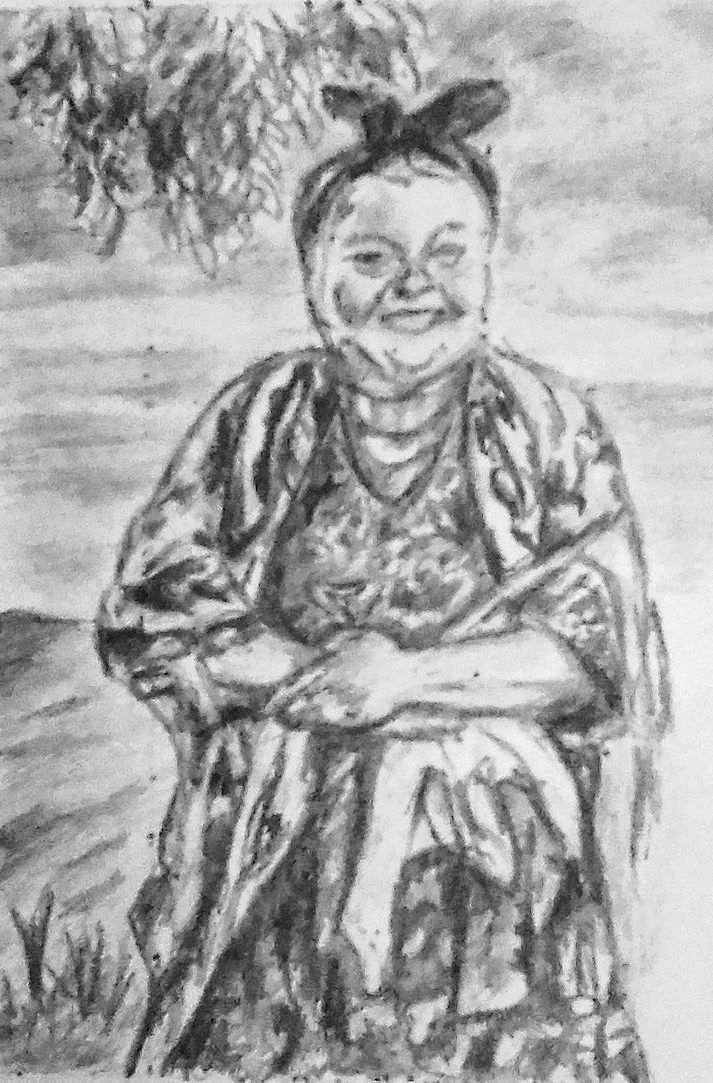
La femme chantant une tchastouchka (basée sur une scène du film "Les Cosaques de Kouban")

La tchastouchka (en russe : часту́шка) est un type de poésie traditionnelle russe écrit sous forme de quatrain en tétramètres trochaïques avec un rythme en ABAB, ABCB ou moins fréquemment AABB. Souvent humoristiques, satiriques ou ironiques, les tchastouchki (pluriel de tchastouchka) sont souvent mises en musique, accompagnées de balalaïka ou d'accordéon. La structure rigide, courte et, dans un moindre degré, le type d'humour utilisé, peut être comparée au limerick, type de poème anglais. Le nom tchastouchka vient du russe части́ть, qui signifie « parler vite ».
Les tchastouchki couvrent une vaste étendue de sujets, des simples traits d'humour aux satires politiques, incluant divers thèmes tels l'amour ou encore la propagande communiste. Durant la période soviétique, le gouvernement publiait de vastes collections de tchastouchki « idéologiquement correctes ».
Parfois, plusieurs tchastouchki apparaissent en séquences pour former une chanson, également appelée часту́шки (tchastouchki). Après chaque tchastouchka est placé un refrain instrumental sans paroles, afin de donner à l'auditeur la possibilité de rire sans rater la prochaine tchastouchka. À l'origine, les tchastouchki étaient une forme d'amusement populaire et folklorique, sans vocation à être interprétées en public. Néanmoins il arrive souvent qu'elles soient chantées tour à tour par un groupe de personnes. L'improvisation est fortement valorisée durant les chants de tchastouchki.
Le dernier pied métrique d'un vers de tchastouchka est souvent composé d'une seule et unique syllabe accentuée plutôt que d'un trochée complet. Aucune autre variation structurelle n'est en théorie autorisée pour une tchastouchka traditionnelle. Du fait de cette structure rigide, le ton utilisé pour les chanter est standardisé, mais varie d'une région à l'autre.  Un exemple populaire de ce ton est ''Яросла́вские ребя́та (Iaroslavskié Rébiata, « Les Gars de Iaroslav »), un groupe de musique traditionnelle très connu, particulièrement pour ses reprises musicales de tchastouchki.

## Exemples
La vaste majorité des tchastouchki traditionnelles sont empreintes de vulgarité. Voici quelques exemples restant à peu près corrects.
- Sur la vie kolkhozienne :

Птицеферма у нас есть,
И другая строится.
А колхозник яйца видит,
Когда в бане моется.
(Un élevage de poulets, nous en avons un,
Et un autre en construction.
Mais le kolkhozien, il voit des œufs (argot pour testicules)
Quand il se lave aux bains publics.)
- Apparu lors de l'introduction de l'heure d'été en Union soviétique :

Время сдвинули на час
На Советском глобусе
Раньше хрен вставал в постели
А теперь в автобусе.
(Sur le globe soviétique
L'heure avance - une belle astuce !
Je bandais au lit tranquille...
Là, je bande dans le bus.)